# 大阪連續肢解殺人事件
大阪連續肢解殺人事件（大阪連続バラバラ殺人事件），為1985年（昭和60年）5月至 1994年（平成6年）4月間，發生於日本的一宗連續殺人事件。
日本警視廳正式名稱「警察廳廣域重要指定第122號事件」（広域重要指定122号事件）。

## 概要
大阪連續肢解殺人事件為以下事件集合：
- 1985年（昭和60年）5月 - 大阪市西成區女性A殺害事件。
- 1985年（昭和60年）6月 - 大阪府浪速區女性B殺害事件。
- 1987年（昭和62年）1月 - 大阪市住吉區女性C殺害事件。
- 1993年（平成5年）7月 - 大阪市西成區女性D殺害事件。
- 1994年（平成6年）3月 - 大阪市西成區女性E殺害事件。

事件總計造成五人死亡，1995年（平成7年）5月犯嫌被大阪府警方逮捕。2016年（平成28年）3月25日執行死刑。

## 行兇過程

### 事件前動向
1940年（昭和15年）7月10日出生於愛媛縣大洲市。
犯嫌為便利筷（割り箸）量販廠商經營者，事件發生前約15年，妻子離世後攜家帶眷移居大阪市西成區居住，以平價廉價品向服務業女性販賣維生。犯嫌平時性格溫和、和藹可親、談吐得體，深受同事的好評，但熟人也指出他有雙重性格，例如「喝醉了就會以金錢為由生氣」（酒に酔うと金額のことで腹を立てる）、「他生起氣來時關節力氣很大」（腕っぷしが強く急に怒り出す）、「有勒死人的嗜好」（すぐに首を絞める癖がある）等。

### 連續肢解殺人
1985年5月下旬犯嫌造訪大阪市西成區一間飲料店，以請客名義邀請店家女性店員A用餐，但與店員A用餐結束後，店員A提醒犯嫌不要於住家喝酒，犯嫌不滿女性店員A提醒，便以掐住對方脖子窒息而死，死後肢解遺體棄置兵縣神戸市西區郊區草叢。
1985年6月16日，犯嫌於大阪府浪速區遇見一名身心障礙女性B，女性B為身心障礙學校住宿生，1985年4月16日離校後失去聯絡。當日犯嫌以請客名義邀請女性B用餐，用餐結束邀請女性B到住家作客。當時女性B向犯嫌索取10000元，犯嫌認為女性B另有所圖，便雙手勒死女性，之後利用住處的刀具將女性B遺體切成碎片，用紙板箱裝載後，租賃車輛載到奈良縣北葛城郡棄置。
犯嫌犯下殺害身心障礙女性B時，適逢固力果·森永事件發生，犯嫌刻意以「怪人22面相」名義，上狀匿名信件給警方，後來犯嫌得知警方來到平常出入的店家辦案，犯嫌便逃往東京，同時也用真名寫了一封原因信件給警方，刻意誤導警方辦案。
1987年1月22日，犯嫌於大阪府住吉區遇見一名女性小學生C，犯嫌當時以誘騙方式誘拐小學生C到犯嫌家中進行猥褻，但犯罪過程中小學生C因哭泣不斷，犯嫌擔憂引起周遭注意，便親手勒死小學生C，之後棄置於大阪府豊能郡豊能町山中。
犯嫌殺害小學生C時，犯嫌供稱因為年紀太小，無法切割放入紙箱（小さかったので切断せず、段ボール箱に入れて運んだ），故遺體並未遭受損害，為五位受害者中唯一特例。
1989年10月與1991年8月，犯嫌先後犯下竊盜案件入獄服刑，1995年3月出獄。出獄未久又犯下2件殺人事件。
1993年7月，犯嫌於住所附近遇見一名女性店員D，勒索店員D金錢不成，犯嫌以雙手勒死女性店員D，之後肢解棄置於大阪府箕面市山中。
1994年6月，犯嫌於住所附近遇見一名女性店員E，勒索店員E金錢不成，犯嫌以雙手勒死女性店員E，之後肢解棄置於大阪府箕面市山中。
1995年2月犯嫌於大阪府犯下竊盜倉庫衣物事件，4月被警方逮捕。逮捕之後進行案件調查，確認於1985年6月發生身心障礙女性B殺害事件為犯嫌所為外，同時案件調查過程也因為有發現相似案件犯罪方式，大阪府警方便與奈良警方共同組成專案小組進行調查，確認1993年7月女性店員D與1994年6月女性店員E殺害事件也是犯嫌所犯下。